# Гримизна боја
Гримизна боја је мешавина јарко црвене са врло мало плаве боје чиме се добија нијанса слична љубичастој. Потиче из Медитерана од једне врсте инсекта (Kermes vermilio) из које је добијана. Користи се у књижевности као епитет, раније се поистовећивала са нијансом крви, док је због сличности са пурпурном често коришћена као симбол племства или суверенитета, што се одржало у облику њеног имена у пољском језику (Karmazyn) који такође означава и припадника племства.